# كيث باتلر (لاعب كرة قاعدة)
كيث باتلر (بالإنجليزية: Keith Butler)‏ هو لاعب كرة قاعدة أمريكي، ولد في 30 يناير 1989 في مورغانتاون في الولايات المتحدة.

## وصلات خارجية
- كيث باتلر على موقعبيزبول رفرنس.كوم (الدوري الرئيسي) (الإنجليزية)
- كيث باتلر على موقعبيزبول رفرنس.كوم (الدوري الثانوي) (الإنجليزية)